# Andinia dielsii
Andinia dielsii är en orkidéart som först beskrevs av Rudolf Mansfeld, och fick sitt nu gällande namn av Carlyle August Luer. Andinia dielsii ingår i släktet Andinia och familjen orkidéer.
Artens utbredningsområde är Ecuador. Inga underarter finns listade i Catalogue of Life.